# Laguna del Diario

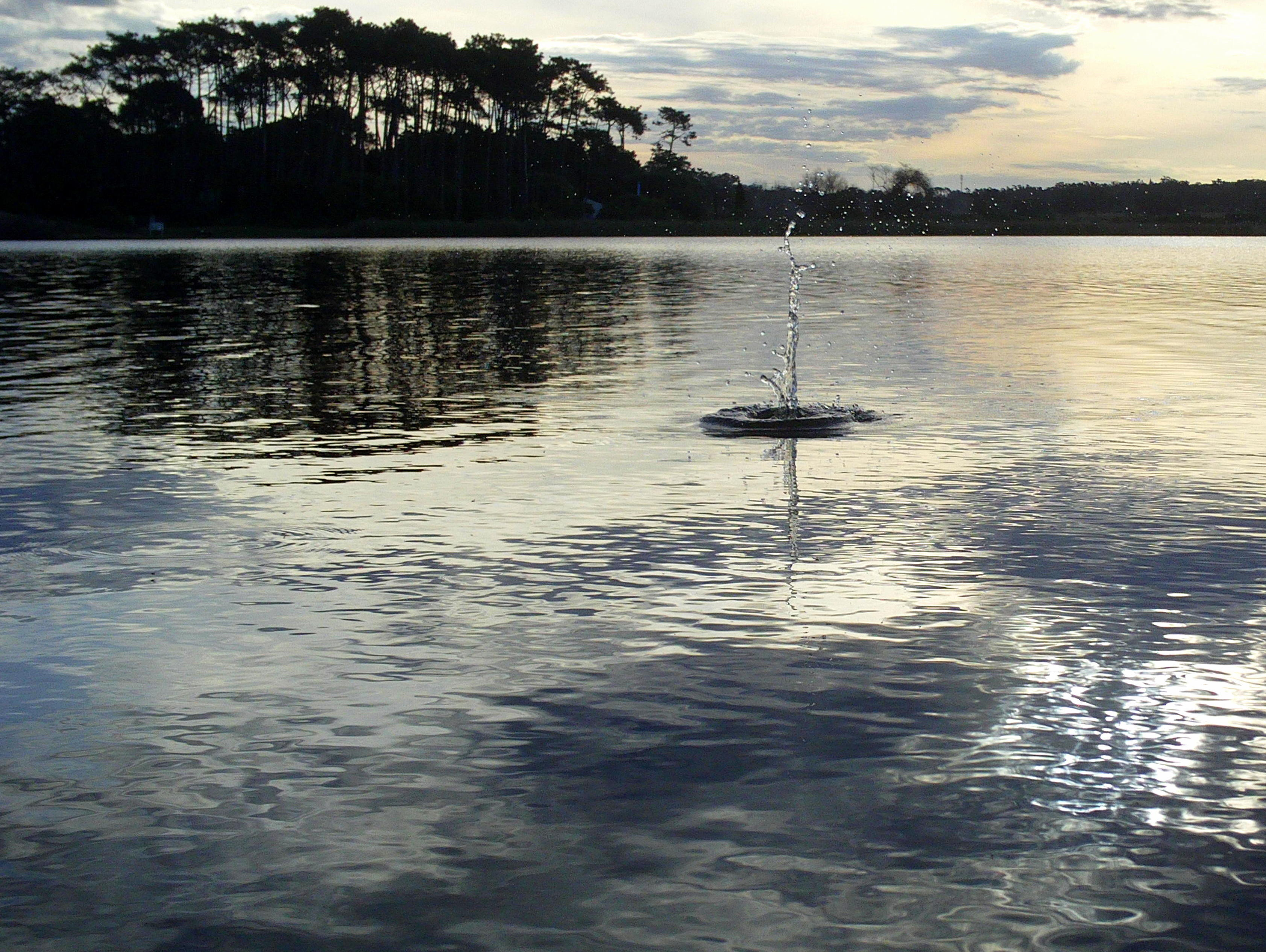
Laguna del Diario

La laguna del Diario es una pequeña laguna de Uruguay ubicada en el departamento de Maldonado, siendo la más próxima a las ciudades de Maldonado y Punta del Este.
Tiene un aspecto histórico significativo para la fundación de la ciudad de Maldonado, ya que junto a la laguna se construyó el primer asentamiento para la localidad de Maldonado en 1755, que se mantuvo hasta 1757, cuando fue trasladada a su actual ubicación. De esta época deriva la denominación del Diario, ya que allí pastoreaban a diario los animales.
Su superficie es de 4 ha, y está separada de la bahía de Maldonado por aproximadamente 50 metros, por los cuales pasa la ruta Interbalnearia.
En sus costas hay pequeñas playas, que son un atractivo turístico, donde se puede bajar con tablas de windsurf.
Su condición de estuario se ha visto perjudicada por la consolidación del banco de arena que la comunica con el océano, luego de la construcción de la ruta interbalnearia. Esto trajo problemas importantes en el ecosistema que combinado al aporte de nutrientes por la actividad humana ha dado lugar a mecanismos de eutrofización.